# Fritz Brun
|  | Denne artikel omhandler Fritz Brun, komponist og dirigent. For andre "Fritz" Brun, se Fritz Brun (amtmand). |
Fritz Brun (født 18. august 1878 i Luzern, Schweiz, død 29. november 1959 i Grosshöchstetten, Schweiz) var en schweizisk komponist og dirigent.
Brun hører til en af de betydelige schweiziske symfonikere fra det 20. århundrede.
Han studerede teori og klaver i Köln til 1902. Han var romantiker og komponerede i tyskinspireret melodisk stil. Fra 1909 til 1943 underviste han i klaver i Bern.
Han har komponeret 10 symfonier, og en mængde orkesterværker, og solo koncerter.

## Udvalgte værker
- Symfoni nr. 1 (i H-mol) (1901) - for orkester
- Symfoni nr. 2 (i Bb-dur) (1911) - for orkester
- Symfoni nr. 3 (i D-mol) (1919) - for orkester
- Symfoni nr. 4 (i E-dur) (1925) - for orkester
- Symfoni nr. 5 (i Eb-dur) (1929) - for orkester
- Symfoni nr. 6 (i C-dur) (1933) - for orkester
- Symfoni nr. 7 (i D-dur) (1937) - for orkester
- Symfoni nr. 8 (i A-dur) (1938) - for orkester
- Symfoni nr. 9 (i F-dur) (1949-1950) - for orkester
- Symfoni nr. 10 (i Bb-dur) 1953) - for orkester
- Cellokoncert (1947) - for cello og klaver
- Klaverkoncert (1946) - for klaver og orkester
- "Rapsodi" (1958) - for orkester
- 4 strygekvartetter (1898, 1921, 1943, 1949)